# WARZY
WARZY（ワージー、1968年1月21日 - ）は、大阪市東淀川区出身のギタリスト。
ヘヴィメタル・スラッシュメタルバンド『NARCOTIC GREED（ナークティック・グリード）』のギター・作曲を担当している。 またデスラッシュバンド『HATE BEYOND（ヘイト・ビヨンド）』でもギター・作曲（一部作詞）を担当している。現在は大阪府阪南市に移住している。

## 機材
ESP（Pro Ceed）のオリジナルモデルを長年使用。その他変形ギターのコレクターでもある。オリジナルで使用する事が少なく、必ず改造する癖がある。

### 【JACKSON STARS】KV-TN 01
- 2008年3月から1年間、JACKSON STARSとエンドース契約している。

### 【WARZY DRIVE】Extreme Metal Box
- 「小型アンプでも大型ハイゲインアンプを彷彿させるサウンド」を考慮してWARZYがプロデュースしたディストーション・エフェクター[1]。有名ミュージシャンが多数使っている（雑誌などで写真付きで掲載）[2][3][4][5][6] などメタルギタリストの間で評判を呼んでいる。ハイゲインなのに爆音でも太く芯があって、低音弦のキレも良く、ノイズが少ないのが特徴[7]。WARZY本人ももちろん使用[8]。

## ディスコグラフィー

### INZEST（インチェスト）
- 1988年5月 4曲入りデモテープ「Violence is not WAR」自主制作
- 1988年9月 ソノシート「Another Religion Another Violence」自主制作

### NARCOTIC GREED（ナークティック・グリード）
- 1991年5月 デモテープ「ABSURD WAR」自主制作
- 1992年8月 カセットアルバム「CRISIS OF RUIN」自主制作
- 1994年1月 コンピレーションCD「LARD comp vol,1 - TO LARD... YOU WILL DECAY」収録曲【Future Kill】by LARD RECORDS
- 1994年5月 1st CD「FATAL」by LARD RECORDS
- 1994年1月 コンピレーションCD「LARD comp vol,2 - INITIATION」収録曲【Injector】by LARD RECORDS
- 2001年3月 2nd CD「TWICET OF FATE / 運命のふたひねり」by WORLDCHAOS PRODUCTION
- 2003年9月 サウンドトラックCD「KAIENTAI DOJO Theme music collection vol,7」収録曲【COMBINE】by KAIENTAI DOJO
- 2003年12月 サウンドトラックCD「KAIENTAI-DOJO」収録曲【COMBINE】by KING RECORD Co.Ltd
- 2008年11月 サウンドトラックCD「KAIENTAI-DOJO 3 SUPER BEST」by KING RECORD Co.Ltd
- 2016年3月 1st CD「FATAL」アメリカの DIVEBOMB RECORDS から再リリース（アメリカ盤）内容はリマスターされた『 FATAL 』 とボーナスにリマスターされたセカンド・デモ『 CRISIS OF RUIN 』 がプラス、ワージー氏のロング・インタビューも収録された豪華ブックレット仕様。

### HATE BEYOND（ヘイト・ビヨンド）
- 2003年3月 1st CD「PERPETUAL PAIN」by JACKHAMMER MUSIC
- 2003年7月 サウンドトラックCD「大阪プロレス物(ストーリー)語」by KING RECORD Co.Ltd
- 2003年8月 1st CASSETTE TAPE「PERPETUAL PAIN」by ROCK EXPRESS RECORDS (ヨーロッパ盤)
- 2003年10月 1st CASSETTE TAPE「PERPETUAL PAIN」by NORTH POEM RECORDS (東南アジア盤)
- 2005年8月 サウンドトラックCD「大阪プロレス/THE 3RD IMPACT!」収録曲【The Tactical Violence〜HATE BEYOND Ver】by KING RECORD Co.Ltd
- 2013年1月 2nd CD「CAGE OF THE SORROW」by JACKHAMMER MUSIC
- 2015年4月 3rd CD「BONDED IN HELL」by JACKHAMMER MUSIC
- 2016年4月 4th CD「VERGE OF DEATH」by THRASHING CULT RECORDS / JACKHAMMER MUSIC
- 2016年5月 4th CD「VERGE OF DEATH」by THRASHING CULT RECORDS (中国盤・限定100枚) 未発表ボーナストラック３曲追加、英語、中国語、日本語の対訳、ハンドリング・ナンバー、豪華ブックレット、メンバーのサイン入りの豪華盤。
- 2016年9月 4th CD「VERGE OF DEATH」by POLYMORPHE RECORDS (ヨーロッパ盤・限定デジパック) 未発表ボーナストラック１曲追加(RAGING FURY "MAN-SPIDER"をカヴァー) アートワークは数々のメタル・アルバムを手掛けるフランス人画家『Stan W Decker』氏が書き下ろし！
- 2017年2月 4th CASSETTE TAPE「VERGE OF DEATH」by THRASHING CULT RECORDS (中国盤・限定100本)
- 2017年9月13日 4th CD「VERGE OF DEATH」by RUBICON MUSIC (日本盤・再プレス・リミックス盤)
- 2018年5月2日 5th CD「RUTHLESS AGGRESSION」by RUBICON MUSIC (日本盤・限定1000枚)
- 2018年9月22日 5th CD「RUTHLESS AGGRESSION」by RUBICON MUSIC (日本盤・再プレス・リミックス盤)

### モノノフ
- 2006年5月 CD-R「我に七難八苦を与え給へ 尾張先行・限定版」自主制作
- 2006年6月 CD-R「孤城悲闘」自主制作

### GRIM FORCE（グリム・フォース）
- 2008年12月 コンピレーションCD「ULTIMATE METAL Vol2 - Asia united -」by ULTIMATE MUSIC Co.Ltd
- 2009年3月 コンピレーションCD「VD Records Vol.2」by VD RECORDS

### WARZY（ワージー）
- 2011年11月 ソロCD「STATE OF WAR」by TONGKHAM MUSIC/JACKHAMMER MUSIC
- 2017年4月 WITCHES「THRASHING THE HUNT」by JACKHAMMER MUSIC (日本盤のみのボーナス・トラック『RISING WITCHES』でギターソロで参加)
- 2019年11月21日 セカンド・ソロCD「DOPPELGÄNGER'S DECEIT」by JACKHAMMER MUSIC